# 三松駅
三松駅（みつまつえき）は、福井県大飯郡高浜町東三松にある、西日本旅客鉄道（JR西日本）小浜線の駅である。

## 歴史

### 年表
- 1961年（昭和36年）7月15日：日本国有鉄道（国鉄）小浜線の若狭高浜駅 - 青郷駅間に新設開業[1][2][3]。旅客のみ取り扱う[4]無人駅[5]。
- 1987年（昭和62年）4月1日：国鉄分割民営化により西日本旅客鉄道の駅となる[1][4]。
- 2005年（平成17年）
  - 3月10日：現駅舎が完成[6]。
  - 3月28日：現駅舎の改築落成式が行われる[6]。

### 駅名の由来
駅所在地に3本の松があったことにちなんでいる。

## 駅構造
敦賀方面に向かって左側に単式ホーム1面1線を有する地上駅（停留所）。定期列車は各駅に停車するためすべて停車するが、臨時列車は通過となる場合もある。
駅舎は電化後の2005年（平成17年）3月に改築され、「ラ・ポルト三松」の愛称が付けられ、スロープなどバリアフリー設備も整った。一方で、駅舎には窓口や自動券売機がなく待合室程度の機能に過ぎず、開業時から変わらず無人駅（金沢支社管理）となっている。

## 利用状況
JR西日本の移動等円滑化取組報告書によると、2023年（令和5年）度の1日平均乗降人員は150人である。
「福井県統計年鑑」によれば、近年の1日平均乗車人員は以下の通り。
| 年度   | 1日平均 乗車人員 |
| ------ | ---------------- |
| 1997年 | 74               |
| 1998年 | 70               |
| 1999年 | 70               |
| 2000年 | 134              |
| 2001年 | 133              |
| 2002年 | 139              |
| 2003年 | 73               |
| 2004年 | 59               |
| 2005年 | 58               |
| 2006年 | 64               |
| 2007年 | 84               |
| 2008年 | 87               |
| 2009年 | 75               |
| 2010年 | 79               |
| 2011年 | 83               |
| 2012年 | 98               |
| 2013年 | 105              |
| 2014年 | 103              |
| 2015年 | 92               |
| 2016年 | 87               |
| 2017年 | 99               |
| 2018年 | 113              |
| 2019年 | 103              |

## 駅周辺
駅から少し離れた北側を国道27号が通る。そこから北へ進むと福井県道149号線と三松海水浴場に至る。駅付近は田園風景となっているが、国道沿いには会社の事務所や工場などが建つ。
- 東三松生活改善センター
- 日枝神社
- 日置神社
- 玉雲寺
- 東三松公会堂
- 三松海水浴場[3] - 西側は「えびす浜パーク海水浴場」[11]、東側は「はまなすパーク海水浴場」[12]。
- 山惣工業三松工場
- 国道27号
- 福井県道149号音海中津海線
- 京都交通「東三ツ松」停留所

## 隣の駅
西日本旅客鉄道（JR西日本）
■小浜線
若狭高浜駅 - 三松駅 - 青郷駅